# Agencia Antimisiles de Defensa
La Agencia Antimisiles de Defensa (del inglés: Missile Defense Agency, o por sus siglas, MDA) es una agencia del Departamento de Defensa de los Estados Unidos responsable del desarrollo de un sistema defensivo de varios niveles contra misiles balísticos. Sus orígenes se remontan a la Iniciativa de Defensa Estratégica, instituida en 1983 por Ronald Reagan y dirigida por el Teniente General James Alan Abrahamson.
Bajo la denominada Oficina de Ciencias y Tecnologías Innovadoras de la Iniciativa de Defensa Estratégica, encabezada por el físico e ingeniero James Ionson, la financiación fue promovida predominantemente para investigaciones elementales en laboratorios nacionales, universidades e industrias. Estos programas han seguido siendo fuentes clave de inversión para los mejores científicos de investigación en los campos de la física de las altas energías, computación y supercomputación, materiales avanzados y muchas otras disciplinas críticas de ciencia e ingeniería—financiación que indirectamente ayuda a contribuir en otros trabajos de investigación realizados por los científicos mejor cualificados, y que era políticamente más viable de financiar dentro del entorno presupuestario militar de los Estados Unidos. En 1993 la Iniciativa de Defensa Estratégica fue renombrada como Organización Antimisiles Balísticos de Defensa y en el 2002 adoptó su actual denominación, Agencia Antimisiles de Defensa.El director actual de la MDA es el Teniente General Heath A. Collins.
Los inminentes cambios que se produjeron en el entorno estratégico debido a la rápida Disolución de la Unión Soviética llevaron a Bill Clinton en 1993 a centrarse en los misiles balísticos de teatro y en otras amenazas similares, cambiándole el nombre por el de Organización Antimisiles Balísticos de Defensa. Con otro cambio que sugería un enfoque más global, realizado por George W. Bush en 2002, la organización pasó a llamarse Agencia Antimisiles de Defensa.
La MDA es parcial o totalmente responsable del desarrollo de varios sistemas de defensa contra misiles balísticos, incluyendo el Patriot PAC-3, el Sistema de Defensa Antimisiles Balísticos Aegis, THAAD y el sistema de Defensa a Mitad de Trayectoria con Base en Tierra con un costo de 246 mil millones de dólares.También han estado en la vanguardia del desarrollo de muchos otros proyectos, incluido el Multiple Kill Vehicle y el modelo más reciente, el Multi-Object Kill Vehicle, el Interceptor de energía cinética y el láser aerotransportado. Como heredera del trabajo de la Iniciativa de Defensa Estratégica y la Organización Antimisiles Balísticos de Defensa, la MDA continúa financiando sus investigaciones en el campo de la física de las altas energías, supercomputación y computación, materiales avanzados y muchas otras disciplinas de ciencia e ingeniería.

## Declaración de objetivos

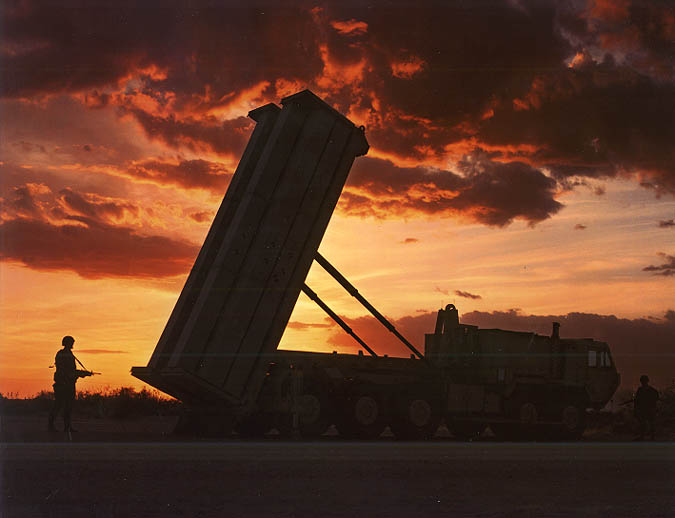
Lanzador de misiles antibalísticos THAAD.

La MDA publica actualmente la siguiente declaración de misión:

La misión de la Agencia Antimisiles de Defensa es desarrollar y desplegar un Sistema de Defensa Antimisiles de varios niveles para defender Estados Unidos, a sus efectivos desplegados, aliados y socios de los ataques con misiles en todas las fases de vuelo.

La Ley de Autorización de Defensa Nacional es citada como fuente original de la misión de la MDA:

Es política de Estados Unidos preservar y perfeccionar un sistema de defensa antimisiles efectivo y robusto de varios niveles, capaz de defender el territorio de Estados Unidos, aliados, fuerzas desplegadas y las capacidades contra la creciente y cada vez más compleja amenaza de misiles balísticos con financiamiento sujeto a la autorización anual de apropiaciones y la asignación anual de fondos para la Defensa Nacional de Misiles. Ley de Autorización de la Defensa Nacional (Ley Pública 114-328).

## Misión internacional

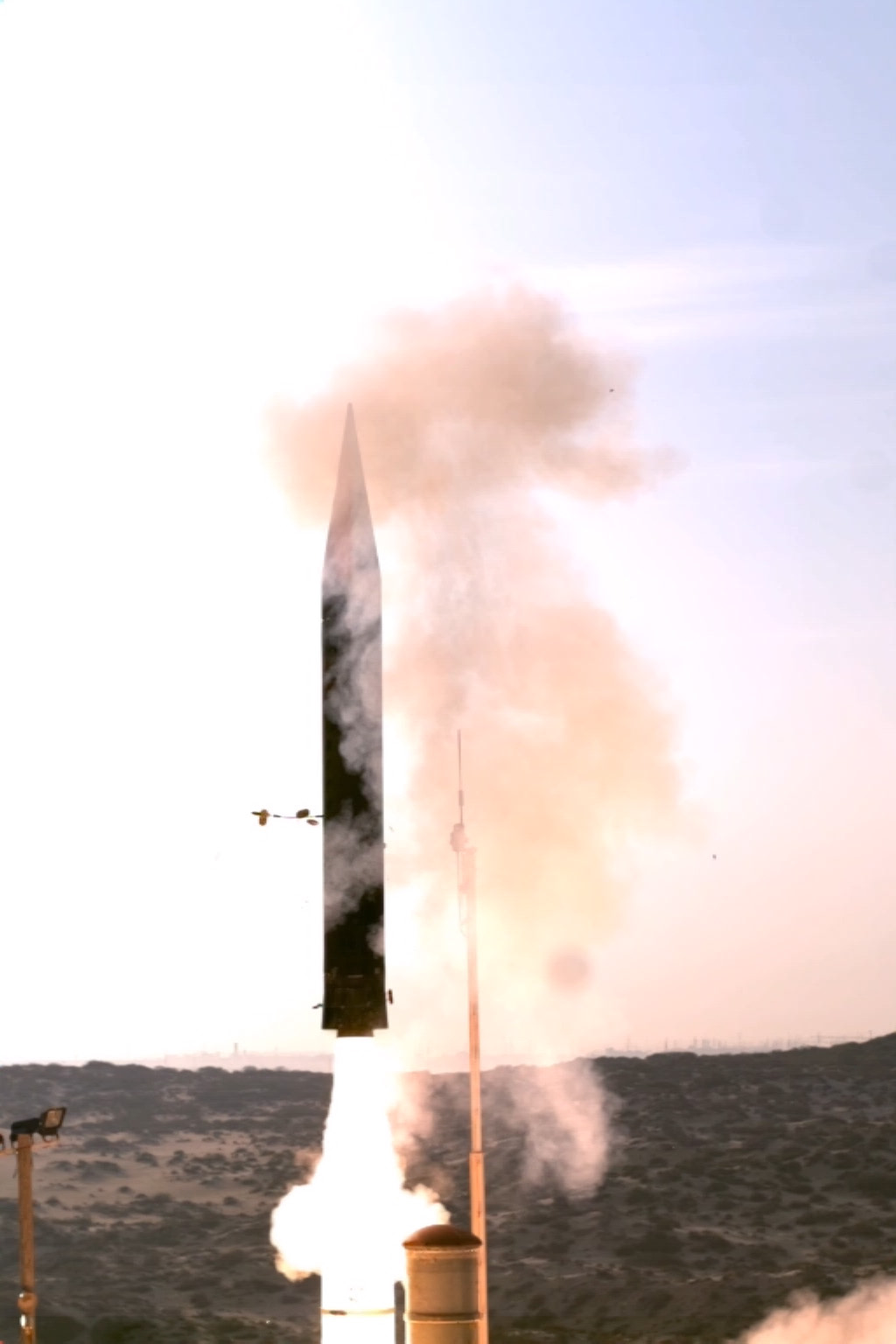
Arrow 3, un misil antibalístico hipersónico exoatmosférico, financiado, desarrollado y producido conjuntamente por Israel y Estados Unidos.

Los Sistemas de Defensa Contra Misiles Balísticos deben ser capaces de operar en diferentes regiones del mundo para garantizar el éxito de la misión de la MDA. La Estrategia Internacional fue aprobada en 2007 por el director de la MDA. La estrategia general para los esfuerzos internacionales es:
Difusión: Dar a conocer la importancia de la defensa antimisiles promoviendo los Sistemas de Defensa Contra Misiles Balísticos en todo el mundo mediante el intercambio de información con aliados y socios.
Capacidad e interoperabilidad: Identificar e Integrar los sistemas de Estados Unidos y sus socios para crear un sistema global de defensa antimisiles. Promover la interoperabilidad entre los aliados.
Tecnología: Identificar y evaluar posible tecnología internacional en apoyo a las capacidades de los Sistemas de Defensa Contra Misiles Balísticos.
Inversión: Identificar y ejecutar oportunidades de inversión con aliados y socios.
Fuerza laboral: Constituir una fuerza laboral cualificada para llevar a cabo la Estrategia Internacional de la MDA.
Desde el 2017 la MDA ha estado trabajando en instalaciones de Alemania, Rumania, Polonia, Japón, Catar, Arabia Saudí y Emiratos Árabes Unidos.

## Amenazas potenciales contra Estados Unidos
Los sistemas de misiles balísticos que utilizan propulsión avanzada de propelente líquido o sólido están volviéndose más móviles, precisos y capaces de atacar objetivos en distancias más largas y están proliferando en todo el mundo.: pp.18–19/61 
- Irán tiene actualmente misiles de corto y medio alcance con sistemas de guiado. El lanzamiento de Irán de un misil balístico de combustible sólido de medio alcance demuestra su capacidad para alcanzar objetivos en Israel y el sur de Europa.[20] El 2 de febrero de 2009 Irán también lanzó con éxito el vehículo de lanzamiento espacial Safir. Se especuló entonces con que el desarrollo de un misil balístico intercontinental no tardaría mucho en hacer su puesta en escena. La inteligencia sospecha que se podría haber construido un misil en algún momento comprendido entre 2010 y 2015, tal vez ayudándose de la tecnología rusa y norcoreana.[21][22]
- Corea del Norte despliega actualmente un misil balístico Nodong, capaz de impactar en Japón y Corea del Sur. Y está desarrollando un nuevo misil balístico de alcance intermedio que podría llegar a Guam y las Islas Aleutianas. También demostraron con éxito las tecnologías de preparación y separación necesarias para lanzar un misil balístico intercontinental Taepo-Dong 2 que tiene la capacidad de alcanzar Estados Unidos.[23] El misil Taepodong se probó por primera vez en 2006 y falló a los 40 segundos de haber iniciado el vuelo. Los misiles de Corea del Norte son notoriamente poco confiables, y muchas de las pruebas de misiles de la República Popular Democrática de Corea han fallado, incluidos los lanzamientos más recientes del Taepodong-2 en 2009 y 2012,[24] y un lanzamiento fallido del BM25 Musudan en 2016.[25] El 1 de enero de 2017 Corea del Norte anunció por primera vez su preparación final para una prueba de un misil balístico intercontinental.[26] El 6 de marzo de 2017 Corea del Norte lanzó cuatro misiles desde Tongchang-ri, un conocido emplazamiento de misiles de largo alcance a las 7:36 a. m. hora local, uno de los cuales aterrizó en el Mar de Japón, y los tres misiles restantes aterrizaron en la zona de actividad económica de Japón.[27] El 4 de julio de 2017 Corea del Norte lanzó un misil balístico que tenía el potencial de ser un misil balístico intercontinental. Voló al espacio y aterrizó en el Mar de Japón. “El lanzamiento continúa demostrando que Corea del Norte representa una amenaza para Estados Unidos y nuestros aliados”, dijo un comunicado del Pentágono.[28]
- Siria ha sido identificada como anfitriona de misiles balísticos de corto alcance (ya que adquiere equipamiento de Corea del Norte e Irán).[19]: p.19/61

## Categorías

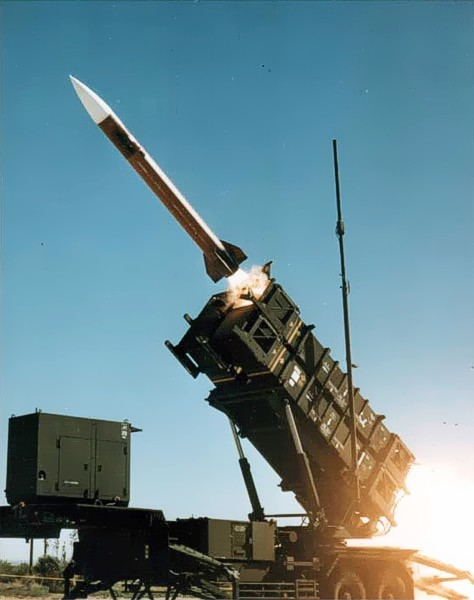
Misil tierra-aire MIM-104 Patriot con capacidades de misiles antibalísticos.

La MDA divide sus sistemas en cuatro fases: impulso, ascenso, intermedia y terminal. Cada una de ellas corresponde a una fase diferente del régimen de vuelo de los misiles balísticos que son constituidos como una amenaza. Cada fase ofrece diferentes ventajas y desventajas para un sistema de defensa antimisiles, y la geografía de cada área defendida dicta los tipos de sistemas que pueden utilizarse. Se cree que el concepto de aproximación de defensa flexible y por niveles resultante mejora la eficacia general de la defensa. Cuantas más oportunidades tenga un sistema para neutralizar una amenaza (por ejemplo, derribando un misil), mayores serán las posibilidades de éxito. 
Las actividades también han sido categorizadas según el cumplimiento de los objetivos de uno de los cinco "bloques". Por ejemplo, el "bloque 4.0" declaró "Defender a los aliados y a las fuerzas desplegadas en Europa de las amenazas iraníes limitadas de largo alcance y ampliar la protección del territorio nacional de Estados Unidos". Entre estos se encuentran el complejo de defensa antimisiles de Estados Unidos que será construido en Polonia, y el Radar Europeo de Curso Medio, actualmente localizado en el Campo de Pruebas de Defensa Contra Misiles Balísticos Ronald Reagan, en el Atolón Kwajalein, que iba a ser modificado y reubicado en la República Checa.
El 17 de septiembre de 2009 la administración Obama descartó el plan del "bloque 4.0" a favor de uno nuevo llamado "Enfoque Adaptativo Por Fases Europeo".

### Fase de impulso
Puede interceptar misiles de cualquier alcance, pero la fase de impulso dura solo de uno a cinco minutos. Es el mejor momento para rastrear el misil, ya que es brillante y caliente. Los interceptores y sensores de defensa antimisiles deben estar muy cerca del punto de lanzamiento, lo cual no siempre es posible. Esta es la fase de interceptación más conveniente, ya que destruye el misil al inicio del vuelo, en su punto más vulnerable, y los escombros suelen caer en el territorio de los países que los han lanzado.

### Fase de ascenso
Esta es la fase posterior al vuelo propulsado, pero anterior al apogeo. Es significativamente menos desafiante que las intercepciones en la fase de impulso, menos costosa, minimiza el impacto potencial de los escombros y reduce el número de interceptores necesarios para contrarrestar una incursión de misiles.

### Fase intermedia
Esta fase comienza tras la combustión del propulsor y comienza a viajar por el espacio. Puede durar hasta 20 minutos. Cualquier residuo restante se quemará al entrar en la atmósfera. En esta fase los sistemas de defensa antimisiles terrestres pueden defenderse de misiles balísticos de largo y mediano alcance. Los elementos móviles pueden defenderse de misiles de mediano y corto alcance a mitad de trayectoria.

### Fase terminal
Esta fase representa la última oportunidad para interceptar la ojiva. Contiene el punto de intercepción menos deseable, ya que hay poco margen de error y la intercepción probablemente ocurrirá cerca del objetivo defendido.

## Defensas

### Defensa de fase de refuerzo
Investigación y desarrollo:
- Interceptor de Energía Cinética: En diciembre de 2003 la MDA adjudicó un contrato a Northrop Grumman para su desarrollo y pruebas. Tendría que ser lanzado desde un lugar no muy lejos de la zona de lanzamiento del misil objetivo (y, por lo tanto, es menos adecuado contra países grandes), debe dispararse muy poco después del lanzamiento del objetivo y debe ser muy rápido (6 km/s). En 2009 el Departamento de Defensa y la MDA determinaron que los problemas tecnológicos eran excesivos y cancelaron el programa, sin asignarle fondos en su posterior presentación presupuestaria.

- Láser aerotransportado Boeing YAL-1: el equipo del láser aerotransportado propuso y ganó el contrato para este sistema en 1996. Se utilizó un láser de alta energía montado en un avión de pasajeros 747 reconvertido para interceptar un objetivo de prueba en enero de 2010[32]y, al mes siguiente, destruyó con éxito dos misiles de prueba.[33]Si bien el programa se canceló debido a las dudas sobre su viabilidad con la tecnología actual (aunque exitoso, el sistema aún tenía un alcance extremadamente corto, por lo que probablemente requería volar en un espacio fuertemente defendido para interceptarlo), el YAL-1 sirvió para demostrar el potencial de dicho sistema. Su capacidad de despliegue rápido en cualquier parte del mundo y de interceptar un gran número de misiles harían que un futuro sistema fuera extremadamente atractivo. Sin embargo, el concepto en su conjunto se consideró inviable y se canceló sin sucesores en diciembre de 2011.[34]

- Elemento de Defensa Aerotransportado Centrado en la Red (Network Centric Airborne Defense Element) – El 18 de septiembre de 2008 Raytheon anunció la adjudicación de un contrato de 10 millones de dólares para continuar la investigación y el desarrollo del Elemento de Defensa Aerotransportado Centrado en la Red, un sistema de defensa antimisiles basado en el AIM-120 AMRAAM.[35]

Se puede distinguir entre desactivar las ojivas y simplemente desactivar la capacidad de impulso. Este último tiene el riesgo de sufrir un "déficit", es decir, daños en los países situados entre el lugar de lanzamiento y la zona de impacto.

### Defensa en fase de ascenso
Investigación y desarrollo:
- Interceptación en fase de ascenso: Se están desarrollando y diseñando tecnologías de interceptación emergentes para neutralizar los misiles lanzados en su fase de ascenso. Esta fase se produce después de la fase de impulso y antes del apogeo del misil amenazante (a mitad de su trayectoria). El programa de interceptación en fase de ascenso aún está clasificado, por lo que hay poca información al respecto.

### Defensa de fase balística intermedia
En uso:
- Defensa Intermedia con Base en Tierra
- Sistema de Defensa Contra Misiles Balísticos Aegis

Investigación y desarrollo:
- Multiple Kill Vehicle (MKV, originalmente Miniature Kill Vehicle): el Departamento de Defensa ha cancelado el programa MKV por el momento.[36]